# Helgi Magri
Helgi Magri (zwany również Chudym) – irlandzko-norweski wiking. Był pierwszym osadnikiem islandzkiego fiordu Eyjafjörður.
Został nazwany "Chudym", ponieważ był niedożywiony w dzieciństwie, które spędził na wyspach Orkadach. Gdy po raz pierwszy dopłynął do fiordu, zgodnie ze zwyczajem wikingów, rozkazał wrzucić drewniany słup do wody. Tam gdzie słup został wyrzucony na brzeg, postanowił wybudować swoją farmę.